# Minna Haapkylä
Minna-Maria Erika Haapkylä (10 de junio de 1973) es una actriz finlandesa. Ha ganado dos premios Jussi; uno por mejor actriz de reparto en la película Rakkaudella Maire de Veikko Aaltonen (1999), y el otro por mejor actriz protagónica en Kuulustelu, dirigida por Jörn Donner. Haapkylä estuvo casada con el actor Hannu-Pekka Björkman de 2002 a 2014. Tuvieron dos hijos. Haapkylä actualmente se encuentra en una relación amorosa con la actriz Joanna Haartti, tras declararse abiertamente bisexual.

## Filmografía seleccionada
- Suolaista ja makeaa (1995)
- Rakkaudella Maire (1999)
- Lovers & Leavers (2002)
- Helmiä ja sikoja (2003)
- Producing Adults (2004)
- FC Venus (2005)
- Charlie Says (2006)
- The Serpent (2006)
- Joulutarina (2007)
- The Border (2007)
- Erottamattomat (2008)
- The Interrogation (2009)
- Sovinto (2010)
- Armi elää! (2015)